# Gente independiente
La novela Independent People: An Epic, del premio Nobel Halldór Laxness, se publicó por primera vez en dos volúmenes en 1934 y 1935. El título en islandés, Sjálfstaett fólk, se traduce directamente como "Gente independiente [es decir, autosuficiente]". Se centra en la lucha de los agricultores islandeses empobrecidos a principios del siglo XX que solo fueron liberados de la servidumbre por deudas en la generación más reciente y se vieron obligados a vivir en granjas remotas en un entorno hostil.
El libro es considerado como uno de los mejores ejemplos de realismo social en la literatura islandesa de la década de 1930. Es una acusación al materialismo, el costo del espíritu autosuficiente para las relaciones y el capitalismo mismo. Este libro, junto con varias otras novelas importantes, ayudó a Laxness a ganar el Premio Nobel de Literatura en 1955.

## Resumen de la trama
Gente Independiente narra la historia del ganadero de ovejas Gubjartur Jónsson, también conocido como Bjartur de la Casa Estival en el libro, y su lucha por la independencia.
El primer capítulo resume los días en que el mundo se estableció por primera vez, en 874 d. C., porque ese es el año en que los escandinavos llegaron a Islandia, y uno de los conceptos irónicos del libro es que no existe otro mundo más que Islandia. El libro está ambientado en las primeras décadas del siglo XX pero Gente Independiente es una historia deliberadamente atemporal. Nos recuerda que la vida en una granja islandesa apenas había cambiado durante un milenio. Cuando comienza la historia, Bjartur ("brillante" o "justo") recientemente logró hacer el primer pago de su granja propia, después de 18 años trabajando como pastor en Útirauðsmýri, el hogar del alguacil local adinerado, un hombre que detesta. Se dice que la tierra que compra está maldita por San Columba, conocido como "el demonio Kolumkilli", y perseguido por una mujer malvada llamada Gunnvör, que hizo un pacto con Kólumkilli.
La novela narra la monotonía y la batalla por la supervivencia de la vida en la Casa Estival (o de Verano), la miseria, los sueños y las rebeliones de los habitantes, y lo que parece ser la maldición de la Casa Estival surtiendo efecto.
Desafiante, Bjartur se niega a agregar una piedra al túmulo de Gunnvör para apaciguarla y, en su optimismo, también cambia el nombre de la granja de Casa de Invierno a Casa Estival. Está recién casado con una joven llamada Rósa, compañera de trabajo en Rauðsmýri, y está decidido a que vivan como personas independientes.
Sin embargo, Rósa se siente miserable en su nuevo hogar, que no se compara con el lujo al que estaba acostumbrada en Rauðsmýri. Bjartur también descubre que está embarazada de Ingólfur Arnarson Jónsson, el hijo del alguacil. En el otoño, Bjartur y los otros hombres del distrito cabalgan hacia las montañas en el rodeo anual de ovejas, dejando a Rósa con una oveja para hacerle compañía. Aterrorizada por una tormenta una noche, desesperada por la carne y convencida de que la oveja está poseída por el diablo, Rósa mata y se come al animal.
Cuando Bjartur regresa, asume que Rósa ha soltado al animal. Cuando no puede encontrarla cuando llega el momento de poner las ovejas adentro para el invierno, una vez más deja a su esposa, ahora muy embarazada, para buscar a la oveja en las montañas. Una tormenta de nieve lo retrasa y casi muere a causa del frío. A su regreso a la Casa Estival se encuentra con que Rósa ha muerto al dar a luz. Su perra Titla está acurrucada alrededor de la niña, todavía aferrada a la vida debido al calor del perro. Con la ayuda de Rauðsmýri, la niña sobrevive; Bjartur decide criarla como su hija y la llama Ásta Sóllilja ("amado lirio del sol").
La narración comienza de nuevo casi trece años después. Bjartur ahora se ha vuelto a casar con una mujer que había sido un caso de caridad en la parroquia, Finna. Los otros nuevos habitantes son Hallbera, la madre de Finna, y los tres hijos supervivientes del segundo matrimonio de Bjartur: Helgi, Gvendur (Guðmundur) y Nonni (Jón). La mayoría de los embarazos nacen muertos.
Parte de la historia se cuenta desde el punto de vista de Nonni, quien tiene una rica fantasía y es un alter ego del autor.
La familia vive en penurias, pero la llegada de una vaca hace felices a todos menos a Bjartur, especialmente a Finna, que desarrolla un fuerte vínculo con el animal y lo saca a pasear. Más tarde se supo que la vaca es un regalo del Instituto de la Mujer. Bjartur se niega a aceptar el regalo y les devuelve el dinero.
La vaca tiene un ternero que Bjartur sacrifica poco después del nacimiento.
La familia se enfrenta a un duro invierno que acaba con la vida de varias ovejas. Bjartur se niega a pedir ayuda y pedir prestado heno a otros agricultores o a Rauðsmýri. Bjartur mata a la débil vaca de la familia y Finna muere poco después. Posteriormente, un fantasma misterioso comienza a matar ovejas. Los paisanos se reúnen en el cortijo para orar. Más tarde se descubre que fue Helgi, quien luego huye de su casa. Su cuerpo se encuentra más adelante en el libro de Bjartur.
Bjartur viaja a Vik para trabajar como mano de obra contratada, pero envía al maestro a la granja para que brinde educación a los niños. El maestro está enfermo de tisis y parece también ser adicto a una droga estimulante. Una noche viola a Ásta, que como consecuencia queda embarazada.
Ásta Sóllilja es desterrada de la Casa Estival por Bjartur por este motivo.
Bjartur permite que Nonni se vaya a América. Algunos años después, Nonni le envía dinero a Gvendur para que también vaya. El día de su partida, Gvendur persigue a una chica del pueblo y pierde su barco a América. Se enamora y decide comprar un caballo con su dinero. Cuando vuelve a encontrarse con la chica, ella no está impresionada y Gvendur termina quedándose y trabajando con Bjartur en la Casa Estival.
En medio de la novela, comienza la Primera Guerra Mundial y los precios del cordero y la lana de Islandia se disparan, de modo que incluso los agricultores más pobres comienzan a soñar con el alivio de su pobreza.
Como Bjartur se beneficia de la guerra, pide un préstamo para construir una nueva casa. La calidad de construcción termina siendo mala y, una vez que termina la guerra, no puede pagar su préstamo. La Casa Estival termina siendo vendida por el banco y Bjartur la deja para ir a la tierra de Hallbera. En el camino, se reencuentra con Ásta Sóllilja, que ahora es madre de dos hijos, tiene tuberculosis y probablemente muera pronto.

## Temas
El tema más importante de la novela es la independencia, lo que significa y aquello a lo que vale la pena renunciar para lograrla. Bjartur es un hombre obstinado, a menudo insensible hasta el punto de la crueldad en su negativa a desviarse de sus ideales. Aunque indudablemente es un hombre de principios, su actitud inflexible conduce a la muerte y alienación de quienes lo rodean.
Hay fuertes temas económicos, una discusión sobre el movimiento cooperativo en Islandia y la explotación de crofters como Bjartur por comerciantes daneses e islandeses ricos como el alcalde Jón.
Gente independiente también revela las inclinaciones de Laxness contra la guerra en un capítulo que muestra a los agricultores islandeses sentados hablando sobre los beneficios económicos de la Gran Guerra.
Las antiguas sagas islandesas y el folclore islandés siguen vivos en las historias y fábulas con que conviven los personajes a diario. La imaginación de los personajes está habitada por duendes, fantasmas y demonios. Bjartur es también un poeta talentoso, una encarnación viva de la gran tradición oral de las sagas.
“La valoración irónica del autor ya se expresa en el título de la novela, y también en los títulos de algunos de los capítulos ...: "Libre de deudas", "Años de prosperidad"."

## Reacción
La popular poeta islandesa Hulda escribió la novela de dos volúmenes Dalafólk (Gente de los valles) como reacción a Gente independiente. En contraste con la visión sombría de Laxness de la vida rural en Islandia, Hulda presenta una imagen un tanto idealizada de las antiguas granjas señoriales.
En su reseña de la reedición de Vintage International de 1997 de la traducción al inglés de la novela, Annie Dillard escribió: "El trabajo de los más grandes escandinavos muestra tensiones opuestas de lirismo y naturalismo... Gente independiente encaja en el proyecto de ley dual: es un cuento mítico -- cum Marx".